# Besucherlenkung in Natur- und Landschaftsschutz
Unter Besucherlenkung werden Maßnahmen zur Beeinflussung von Besuchern hinsichtlich ihrer räumlichen, zeitlichen und quantitativen Verteilung sowie ihrer Verhaltensweisen und Einstellungen gegenüber dem Schutzgut verstanden. Mithilfe der Besucherlenkung sollen negative Auswirkungen auf die Schutzobjekte minimiert und eine größtmögliche Erholungs- und Erlebnisqualität gewährleistet werden.

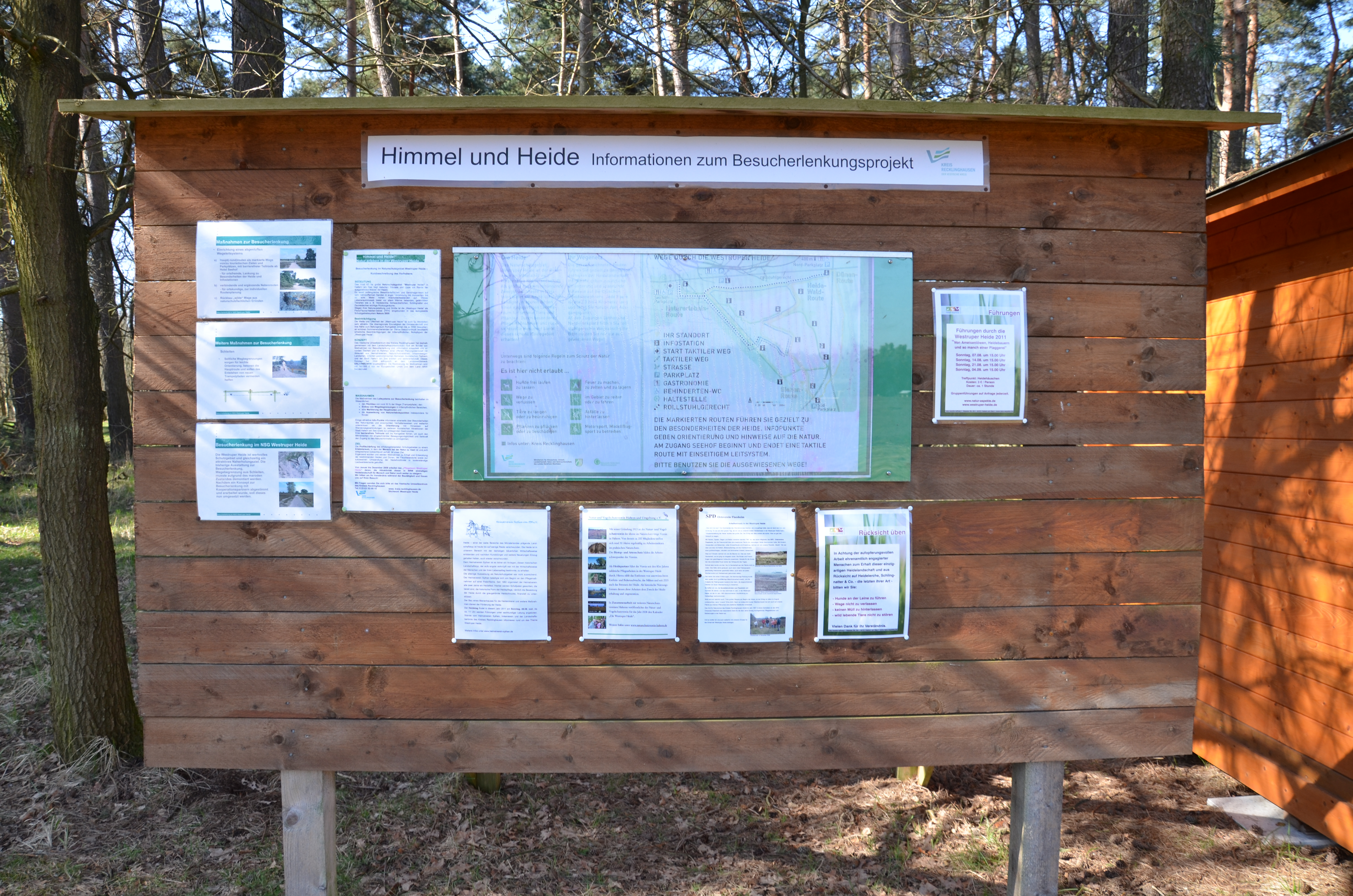
Informationen zur Besucherlenkung in der Westruper Heide

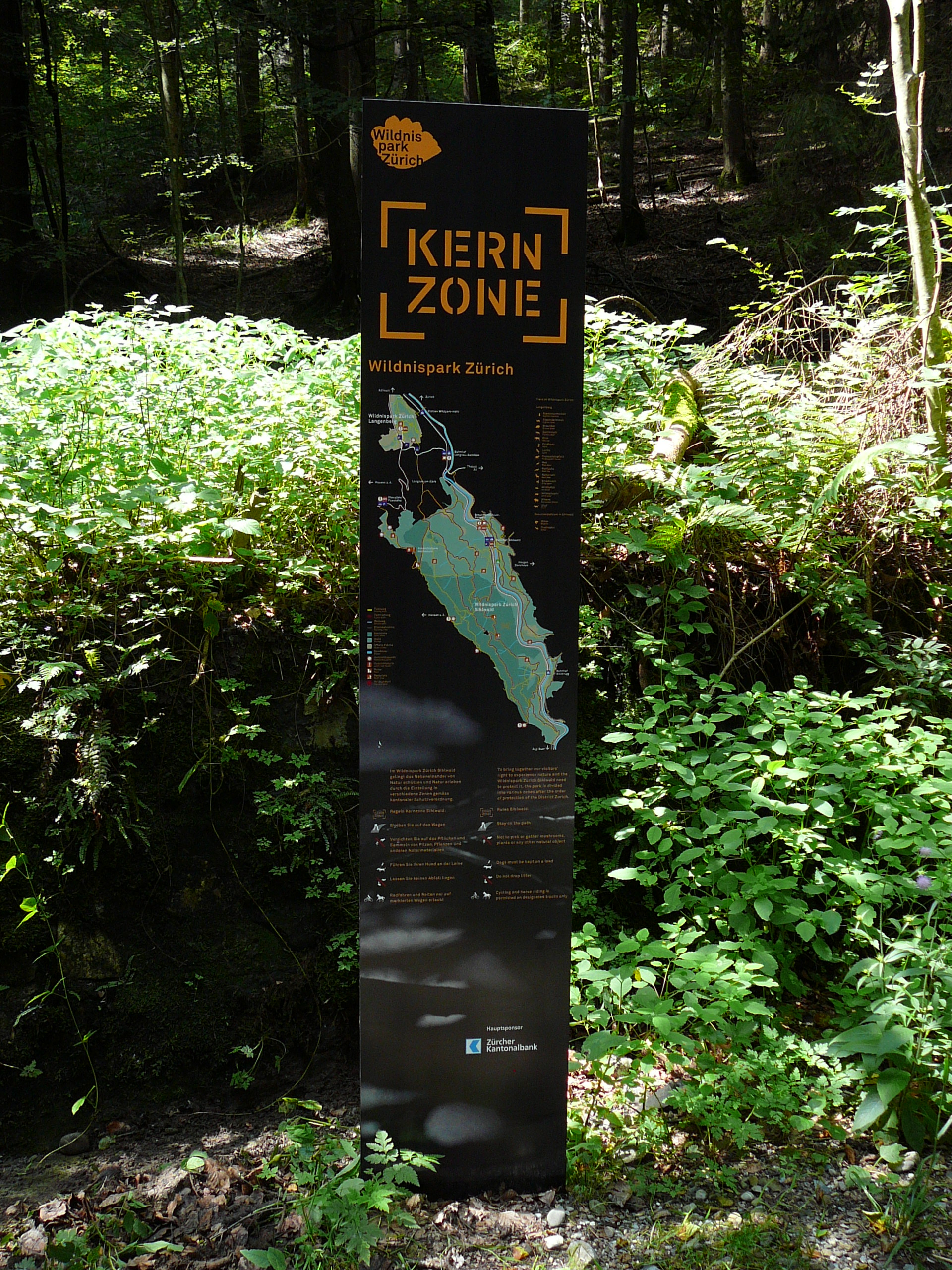
Kernzone im Sihlwald

Die Besucherlenkung ist eine Maßnahme des Besuchermanagements im Natur- und Landschaftsschutz.
Als Fundament für eine erfolgreiche Besucherlenkung dienen die Informationen aus dem Monitoring von Besuchern und Naturhaushalt.

## Ansatzpunkte
Im Mittelpunkt der Besucherlenkung steht der Mensch und der Erhalt der Erlebnisqualität von Schutz- und naturnahen Erholungsgebieten. Durch eine gezielte Integration der Besucher in den Besucherlenkungsprozess wird eine erfolgreiche Umsetzung und Erreichung der Naturschutzziele gewährleistet. Die Besucherlenkung ist lokal und (über)regional ausgerichtet. Sie setzt primär am Aufenthalt des Gastes im Schutz- oder Erholungsgebiet an, beginnt aber bereits in dessen Lebensumfeld.
Im Hinblick auf eine ganzheitliche Umweltbildung ist die Besucherlenkung auf alle Altersgruppen ausgerichtet. Kinder, als die Besucher von morgen, sind wichtige Adressaten der Besucherlenkung. Bei der Umsetzung sind die Bedürfnisse, Motive und Aktivitäten der verschiedenen Zielgruppen und Besuchertypen zu berücksichtigen.

## Ziele
Die Ziele der Besucherlenkung gliedern sich in
- Ökologische Ziele: Ressourcenschonung, Emissionsminderungen, Reduktion des Störungseinflusses auf Wildtiere
- Ökonomische Ziele: Steigerung der Besucherzahlen, der Aufenthaltsdauer, des Ausgabeverhaltens, Erhaltung/Schaffung von Arbeitsplätzen und Einkommen, Reduktion der Bodenpreise, Lebenserhaltungskosten; Auslastung und Instandsetzung touristischer Infrastruktur, geringer Aufwand für Gebietsmanagement
- Soziale, psychologische und kulturelle Ziele: Gesicherter Erholungs- und Erlebniswert für Gäste und Einheimische, Reduktion von Nutzerkonflikten, Bewahrung natürlicher und kultureller Orte und deren Zugänglichkeit, Förderung der Akzeptanz und Identität der Bevölkerung und Gäste
- Sicherheitstechnische Ziele: Vermeidung von Unfällen
- Denkmalpflegerische Ziele: Schutz von Kulturgütern (Gebäude, Skulpturen, historische Gärten etc.)
- Politisch-administrative Ziele: Aufzeigen der Fähigkeit zur Besucherlenkung, Förderungen durch öffentliche Hand, Partizipationsgrad der Einheimischen, Mitspracherechte (Durchsetzung nachhaltiger Tourismusstrategien versus kurzfristiger Profitinteressen Einzelner).

## Strategien
Bevor eine Strategie gewählt wird, ist eine Bestandsaufnahme des Gebietes sowie der Besucher notwendig, um mögliche Interessenskonflikte zwischen Schutz und Nutzung räumlich genau zu identifizieren.
Es gibt zwei Ansätze zur Formulierung von Strategien der Besucherlenkung.
Zum einen können die Strategien nach der Zielorientierung gegliedert werden.
- Erwartungshaltungen: rechtzeitige und richtige Information im Vorfeld des Besuchs verhindern enttäuschte Erwartungen und Konflikte
- Reduktion des Einflusses: zeitlich räumliches Verteilen und Bündeln, Änderung der Aktivität, zeitlich-räumliche Trennung von Aktivitäten, Alternativen außerhalb des Schutzgebietes
- Erhöhung des Angebotes: zeitlich, räumlich, Menge, Zugang
- Erhöhung der Haltbarkeit: Materialwahl, Menge der Infrastruktur, Pflegeintensität
- Nutzungsbegrenzung: Menge, Aktivität, Verhalten, räumlich-zeitlich etc.
- Partizipation: rechtzeitige und nachhaltige Einbindung der Betroffenen, Prinzip der gleichen Ebene

Zum anderen können die Strategien nach der Massnahmenebene gegliedert werden. Darunter fallen Appellstrategien, die den beteiligten Akteuren Informationen liefert mit dem Ziel, Einsicht bei Verursachern zu schaffen. Als Konventionsstrategien bezeichnet man die Planung von Lenkungsmaßnahmen und Prioritätensetzung bezüglich bestimmter Nutzungen oder individuelle Absprachen und Vereinbarungen zwischen Eigentümern und interessierten Nutzergruppen. Mit Normenstrategien lassen sich Schutzziele anhand von Einschränkung oder Verbot durchsetzen.

## Maßnahmen
Bei den Maßnahmen der Besucherlenkung lassen sich weiche (indirekte/psychologische) und harte (direkte) Maßnahmen unterscheiden.
Weiche Maßnahmen funktionieren über Bildung, soziale Normen, (frühzeitige) prägnante Information, Angebote und Alternativen, Vorbildverhalten, Überredung oder Führungen. Sie beeinflussen die Entscheidung der Besucher und zielen auf Selbstbestimmung und Freiheit ab. Diese Maßnahmen der Entscheidungsbeeinflussung entfalten ihre Wirkung langfristig und bedürfen einer steten Wiederholung.
Harte Maßnahmen funktionieren über Regulationen (Ver- und Gebote, Strafen, Abgaben, gewerbliche Beschränkungen, Limitierungen) oder Maßnahmen wie Abzäunungen oder Preispolitik. Für eine erfolgreiche Umsetzung dieser Maßnahmen sind eine strikte Kontrolle und Sanktionen im Falle von Verstößen unerlässlich. Ein sorgfältiges Monitoring im Vorfeld dient als Argumentationsgrundlage und ist Voraussetzung für die Akzeptanz der Maßnahmen.

### Naturlehrpfad/Naturerlebnispfad

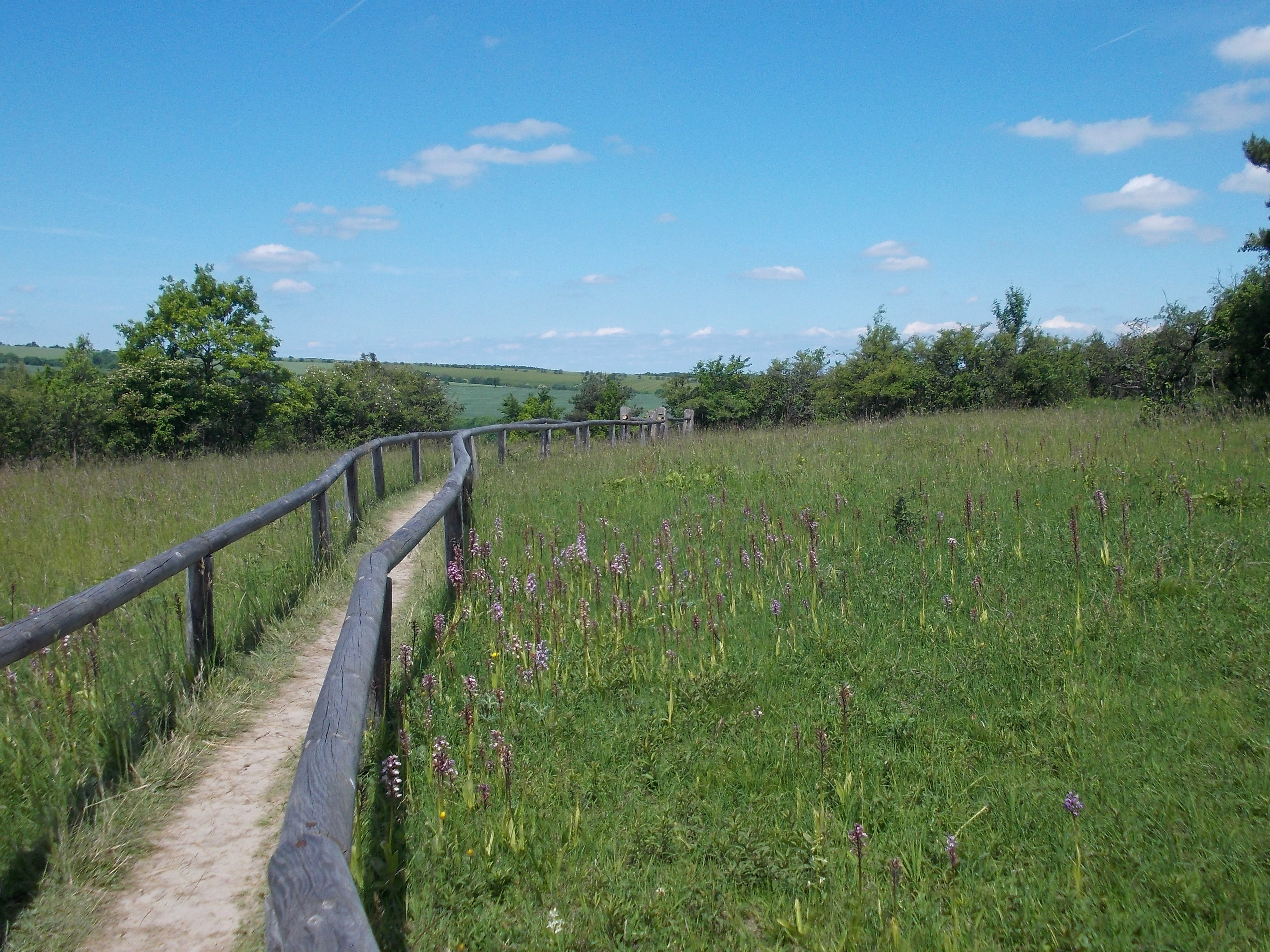
Besucherlenkung im Naturschutzgebiet Tote Täler durch thematischen „Orchideenweg“ mit Wegbegrenzung

Im Zuge der Erlebnisorientierung der Gesellschaft, der Sehnsucht nach unberührter Natur und informellem Lernen liegen Naturlehrpfade im Trend, denn sie verbinden Umweltbildung, Information und „Edutainment“ mit Landschafts- und Naturerlebnis. Die Gestaltung des Naturlehrpfades ist entsprechend der Besucherstruktur zielgruppenorientiert auszurichten. Die Anlage und der Unterhalt eines Naturlehrpfades verursachen hohe Kosten. Die regelmäßige Pflege des Lehrpfades garantiert eine dauerhafte Attraktivität.
Je nach Ausgestaltung des Pfades unterscheidet man folgende Lehrpfadtypen:
- Lehrpfad, Themenweg

Lehrpfade vermitteln Informationen zu verschiedenen Inhalten fast ausschließlich auf beschreibende Weise. Als Medien werden Informationstafeln oder Broschüren eingesetzt. Die Besucher erarbeiten sich die Inhalte nicht selbst, ihre Rolle beschränkt sich auf das passive Lesen von Texten. Der Begriff „Lehrpfad“, dem ein eher negatives Image anhaftet, wird in letzter Zeit häufig durch den neutraleren Begriff „Themenweg“ ersetzt.
- Interaktiver Pfad

Im Gegensatz zum Lehrpfad werden die Besucher beim interaktiven Pfad aktiv beteiligt. Sie erschließen sich die Informationen eigenständig. Häufig geschieht dies durch Drehen, Stecken, Schieben etc. Eine recht einfache und oft eingesetzte Methode der interaktiven Vermittlung ist die Klapptafel: Den Besuchern wird eine Frage gestellt, zur Überprüfung der Antwort müssen sie die Tafel aufklappen.
- Sinnespfad

Das Ziel von sensorischen Pfaden besteht darin, durch den bewussten Einsatz der Sinne (be-greifen, hören, riechen, sehen, schmecken, fühlen) und durch Körpererfahrung einen neuen Zugang zur Natur und dadurch zum Naturerleben zu finden.
- Erlebnisweg

Erlebniswege sind eine Kombination der vorher beschriebenen Typen. Der größte Teil der Stationen muss auf interaktive und sensorische Vermittlung abzielen. Damit wird es den Besuchern ermöglicht, die Inhalte des Pfades sowohl über eine Ansprache der verschiedenen Sinne, als auch über eine interaktive Einbeziehung ganzheitlich zu erfahren.
Ein Lehrpfad kann zu diversen Themen angelegt werden. Die wichtigsten Themengebiete sind: Natur, Wald, Wasser, Geologie, Kulturlandschaft, Bergbau, Geschichte, Kunst und Kultur, Mythologie, Religion, Gesundheit, Astronomie, Sensibilisierung der Sinne.
Je nach Lehrpfadtyp kommen unterschiedliche Medien zum Einsatz: Informationstafel, interaktive Installation, sensorische Installation, Broschüre, Modelle, Führungen, mobiler Rucksack.

### Besucher- und Naturschutzzentren
Ein Besucherzentrum beinhaltet folgende Gesichtspunkte
- Verhaltenssteuerung: Information über Schutzgut, Besuchsempfehlungen, Bindung über Erlebnis und Emotionen
- Zeitliche Steuerung: Öffnungszeiten von Ausstellungen und Tierfreigehegen reduzieren Aufenthaltsdauer
- Räumliche Steuerung: gebündelte Infrastruktur, Lehrpfade, Gehege
- Einkommen: Verkauf lokaler Produkte, Souvenirs, Arbeitsplätze, Bauaufträge

### Erschließungskonzept
Im Erschließungskonzept wird die Nutzung des Wegnetzes eines Parks geplant. Es entspricht einem Richtplan, der die verschiedenen Nutzungen im Schutzgebiet (inkl. Kernzone etc.) festhält. Das touristische Erschließungskonzept (TEK) bestimmt, wo welche Nutzungen möglich sind, welche Wege von Wanderern, Reitern etc. benutzt werden und welche Arbeitsschritte für die Umsetzung des Naturparks wann und von wem ausgeführt werden.

### Zonierung von Schutzgebieten
Abhängig von den biophysischen Gegebenheiten und der Problemstellung müssen Parkmanager mithilfe der Ausweisung von Gebieten unterschiedlich intensiver Nutzung eine angemessene Kombination aus Verdichtung und Zerstreuung der Erholungsnutzung erreichen. Durch eine differenzierte räumliche Funktionstrennung wird Gebieten ein spezifischer Grad und Intensität von menschlicher Aktivität und Naturschutz zugeordnet. Die Einteilung reicht von Gebieten mit intensiver menschlicher Aktivität (Dörfer, Siedlungen, Besucherzentren) bis hin zu Wildnisräumen ohne jeglichen menschlichen Einfluss.
Eine Unterteilung in Zonen kann auch zeitlich begrenzt eingesetzt werden. Dies kann tage-, wochenweise oder jahreszeitliche Nutzungseinschränkungen in einem Gebiet nach sich ziehen.
Kriterien für die Einteilung in Zonen sind neben dem Zustand des Parks, den Managementzielen für den Park, der Lage bedeutender Naturwerte und Besonderheiten, der Nachfrage nach Erholungsnutzungsmöglichkeiten und touristischen Dienstleistungen auch das regionale Angebot von Ressourcen, Möglichkeiten und Besonderheiten.
Jeder Zone werden erwünschte und akzeptable Zustände zugewiesen, die mit möglichen Managementmaßnahmen (z. B. Gruppengrößenregulierung) und quantitativen Standards (LAC) verbunden werden.
Die Anzahl und Beschreibung der Zonen ist der jeweiligen Situation anzupassen. Eine Anzahl von drei bis zehn Zonen ist für das Parkmanagement gut zu handhaben.

## Erfolgsfaktoren bei der Besucherlenkung
Eine Besucherlenkung soll für alle Beteiligten eine Win-Win-Situation schaffen. Voraussetzung dafür ist, dass alle Betroffenen frühzeitig informiert werden. Daneben müssen die Maßnahmen nachvollziehbar sein. Eine Kombination verschiedener Maßnahmen ist erfolgversprechender als einzelne Maßnahmen. Rein informative Maßnahmen zeigen nur geringe Wirkung. Eine gesamträumliche und regionale Betrachtungsweise bei der Planung beugt einer Verlagerung von Problemen in Nachbarräume vor.

## Erfolgreiche Besucherlenkungskonzepte
| Aktivität          | Ort                                    | Problem | Am Prozess beteiligte Akteure | Lösungsansatz/Maßnahmen | Zeitraum |
| ------------------ | -------------------------------------- | --- | --- | --- | --- |
| Mountainbiken      | Uetliberg, Zürich (Kanton Zürich)      | Beeinträchtigung der Vegetation am Zürcher Hausberg durch Mountainbiker (vor allem Downhiller). Nutzungskonflikt zwischen Wanderer und Mountainbiker                                         | Grün Stadt Zürich, Sportamt der Stadt Zürich, Amt für Natur und Landschaft Kanton Zürich (Abteilung Wald), Stadtpolizei Zürich, Grundeigentümer des Uetlibergwaldes (Gemeinde Stallikon und Kanton), Verein Swiss Cycling, IG Velo, Quartierverein Triemli, Zürcher Arbeitsgemeinschaft für Wanderwege, Lehr- und Forschungswald der ETH, Sihltal-Zürich-Uetliberg-Bahn (SZU). | Erstellung und Unterzeichnung einer Charta "Wandern und Velofahren am Uetliberg", Einschränkung des Velotransports mit der SZU auf den Uetliberg, Bau zweier Biketrails, Eröffnung einer Waldstrasse für den Veloverkehr im ETH-Wald, Verbesserung der Signalisation im gesamten Uetliberggebiet. | 2005 bis 2008 |
| Variantenskifahren | Engelberg (Kanton Obwalden)            | Beeinträchtigung der Wildtiere und Belastung der einheimischen Tier- und Pflanzenwelt durch ”Freerider“ (Skifahrer und Snowboarder abseits der kontrollierten Pisten) und Schneeschuhläufer. | Regierungsrat, Kanton Obwalden, Einwohnergemeinde Engelberg, Bau- und Raumentwicklungsdepartement Obwalden, Pistenpatrouilleure, Wildhüter Obwalden, Oberförster Obwalden, Hegechef Engelberg, Polizei, Bergbahnen Engelberg Titlis (BET) AG, Luftseilbahn Engelberg-Brunni AG, Bergführerverein Engelberg, Kloster Engelberg sowie Engelberg Titlis Tourismus AG.             | Ausscheiden von Schutzzonen, Kommunikation / Öffentlichkeitsarbeit, bauliche Maßnahmen, Kontrollen. | 2005 bis 2007 Die Planungszone ist eine rechtsverbindliche Sofortmaßnahme mit zeitlicher Beschränkung. Als definitive Lösung wird per 2011 eine kantonale Wildschutzzone ausgeschieden und eine ganzjährige Nutzungsbestimmung erarbeitet. |
| Erholungssuchende  | Reussebene (Kantone Zürich und Aargau) | Beeinträchtigung der Tier- und Pflanzenwelt, Belastung und Bedrohung der Artenvielfalt und Landschaftsschönheit durch Erholungssuchende.                                                     | Naturschutzfachleute, Planungsbüros, beratende Kommission des Aargauer Regierungsrates, Bewirtschafter, Anwohner, Nutzer, Erholungssuchende. | Lenkungskonzept, Maßnahmenkatalog, Ausdehnung des Kerngebiets, punktueller Ausbau des Freizeitangebots, Kommunikation / Öffentlichkeitsarbeit, Informations- und Aufsichtsdienst, bauliche Maßnahmen.                                                                                             | 1999–2001 |
| Orientierungslauf  | Gesamte Schweiz                        | Beeinträchtigung von Flora und Fauna und schutzwürdiger Lebensräume durch OL-Veranstaltungen.                                                                                                | Schweizerischer OL-Verband (Swiss Orienteering), Kommission OL + Umwelt, BAFU, OL-Vereine, Regionalverbände, andere Organisationen, Ehrenmitglieder, Sponsoren, lokale Behörden (v. a. Wildhüter, Forstbehörden), Waldeigentümer, Jagdgesellschaften, Naturschutzorganisationen.                                                                                               | Flyer (Maßnahmenkatalog), Ruhezonen, Sperrgebiete, korridorartige Laufanlagen und Gebiete mit divergierenden Laufrichtungen, Freiflächen, Förderung des öffentlichen Verkehrs, Erfolgskontrolle.                                                                                                  | Laufende Umsetzung der Maßnahmen bei OL-Veranstaltungen |
| Erholungssuchende  | Greifensee-Schutzgebiet                | Beeinträchtigung von Flora und Fauna durch freilaufende Menschen und Hunde. | Fachstelle Naturschutz des Kantons Zürich, Greifensee-Stiftung, Gemeinden um den Greifensee, Naturschutzfachleute, Private Firmen, Bewirtschafter, Erholungssuchende | Entflechtung von Schutz und Nutzung. Maßnahmekatalog und Umsetzung für ökologische Aufwertungen, für punktuelle Optimierung baulicher Maßnahmen, für die Erholungsnutzung und für Information und Aufsicht mit einem Ranger-Dienst.                                                               | seit 1997 |
| Sportklettern      | Basler Jura                            | Schäden an der Felsflora, Beeinträchtigung der Tier- und Pflanzenwelt | Sektionen des Schweizer Alpen-Clubs, Pro Natura, IG Klettern Basler Jura, Bundesamt für Umwelt, Kanton Baselland, Bürgergemeinden | Bezeichnung von sensiblen Zonen, zeitweise und ganzjährige Routensperrungen und Aufheben von Passagen, Sensibilisierung der Kletterer | ab 1995 |
| Wassersport        | Neuenburgersee                         | Festlegung und Einhaltung der offiziellen Schutzgebietsgrenzen | Groupe d'Etude et de Gestion de la Grande Caricaie, Mitsprache aller Betroffenen in Form von Ad-hoc-Kommissionen | Errichtung von Schutzzonen, saisonales Bade- und Bootsverbot für die Wintermonate, vollständige Sperrung gewisser Uferabschnitte für die Schifffahrt, Gründung einer Kommission mit Vertretern aus allen Interessensgruppen                                                                       | |